# Frank Ludlam
Frank Henry Ludlam (1920-3 juin 1977) est un météorologue britannique qui a grandement contribué à la physique des nuages par ses découvertes sur la structure et l'évolution des nuages convectifs, dont les orages de grêle, la théorisation des mécanismes de coalescence et de formation des cristaux de glace ainsi que ses travaux sur la possible suppression artificielle de la grêle qui ont été à la base de la modification du temps.

## Biographie
En 1938, à l'âge de 18 ans, Frank Ludlam a rejoint le Meteorological Office britannique comme assistant de recherche junior plutôt que d'aller à l'université parce qu'aucune n'offrait alors de programme de premier cycle en météorologie qu'il souhaitait. Il s'est engagé dans les forces de réserves britanniques durant la Seconde Guerre mondiale, devenant prévisionniste pour la Royal Air Force. Démobilisé en mai 1947, il est affecté au Central Forecasting Office de Dunstable du Met Office.
Il est promu officier scientifique en novembre 1948. Ses recherches sur les nuages tout au long des années 1940 lui permettent de formuler de sa théorie sur la formation des nuages froids dans son premier article « The Forms of Ice Clouds » dans le journal trimestriel de la Royal Meteorological Society en 1948,. Celui-ci lui permet d'obtenir une bourse de recherche au Département de météorologie de l'Imperial College London sous la direction de David Brunt. Sans même avoir un baccalauréat universitaire, il a été nommé chargé de cours en 1951 et plus tard lecteur.
En 1960, ses recherches lui ont valu un doctorat en sciences de l'université de Londres et il est nommé professeur de météorologie en 1966. En 1969, il a été élu
Fellow de l'American Meteorological Society dont il était membre depuis 1945.
Ludlam a collaboré avec d'autres sommités dans le domaine, dont Basil John Mason, Richard S. Scorer et David Atlas, à l'Imperial College, en faisant l'un des principaux centres mondiaux de l'étude des nuages au milieu des années 1950. Il a aussi supervisé des étudiants comme Keith A. Browning et W. C. Macklin qui ont fait leurs propres contributions.
Frank Ludlam a publié de nombreux articles et livres scientifiques dans son domaine de recherche, dont le livre « Clouds and Storms » à propos de la physique et la dynamique des nuages à toutes les échelles atmosphériques,.
Sa mort à 57 ans est survenue après une longue maladie qui a entravé sa mobilité pendant plus d'une décennie mais n'a jamais interféré avec sa productivité.